# Zurobata selenicula
Zurobata selenicula là một loài bướm đêm trong họ Erebidae.